# Adam Carroll
Adam Carroll (Portadown, 26 oktober 1982) is een Noord-Iers autocoureur. Hij racet nu voor het A1 Team van Ierland in de A1 Grand Prix series. In 2009 werd Ierland dankzij Carroll kampioen in deze klasse.
Daarnaast reed hij de laatste jaren regelmatig in de GP2, de opstapklasse naar de Formule 1, waarin Carroll meerdere races won.
Carroll begon in 1993 met karten, dit bleef hij doen tot in 1999. In 2001 deed Carroll mee aan het Britse Formule Fordkampioenschap, een jaar later bij het Britse Formule 3-kampioenschap (B divisie) behaalde hij zijn eerste successen. Hij won het kampioenschap met een recordaantal punten. Ook was hij actief in de Formule Palmer Audi.